# アオキーズ・ピザ
アオキーズ・ピザ (AOKI'S PIZZA) は、株式会社アオキーズ・コーポレーションが東海三県を中心に展開している宅配ピザチェーン。

## 概説
創業は1987年9月。アオキーズ・コーポレーション現社長の青木良守が、旅先のアメリカで見た1軒の宅配ピザ店にビジネスのヒントを得て、愛知県名古屋市中村区に「アオキーズ・ニューヨークピザ」を開業。1988年11月にアオキーズ・コーポレーションを設立して法人化し、1990年に現屋号へ改称した。
アオキーズ・ピザがメニューに取り揃えているピザは、組み合わせ注文も可能なベーシックな「コンビネーションピザ」と、それに当てはまらないやや特殊な「キャンペーン商品」の2種類がある（アオキーズ・ピザ公式サイトによる分類）。キャンペーン商品は「大名古屋セット」など独自のカラーを打ち出したものが多く、また、期間限定で販売するものが殆どであるが、人気が出たピザはその後も販売を続けることがある。ピザ生地はサクッとした食感の「クリスピータイプ」と、ボリューム感ある「ブレッドタイプ」の2種類から選択でき、さらにブレッドタイプはオプションで耳の部分にチーズやソーセージを詰め込むこともできる。
ローカルチェーンであるが、タイアップに対しては積極的な姿勢を見せており、これまでにもXboxや中日ドラゴンズなど様々な媒体とのタイアップを実施している。また、テレビCMも中京圏のみで放送されるローカルCMであるが、全国区のタレントやお笑い芸人などを多く起用している。

## 店舗

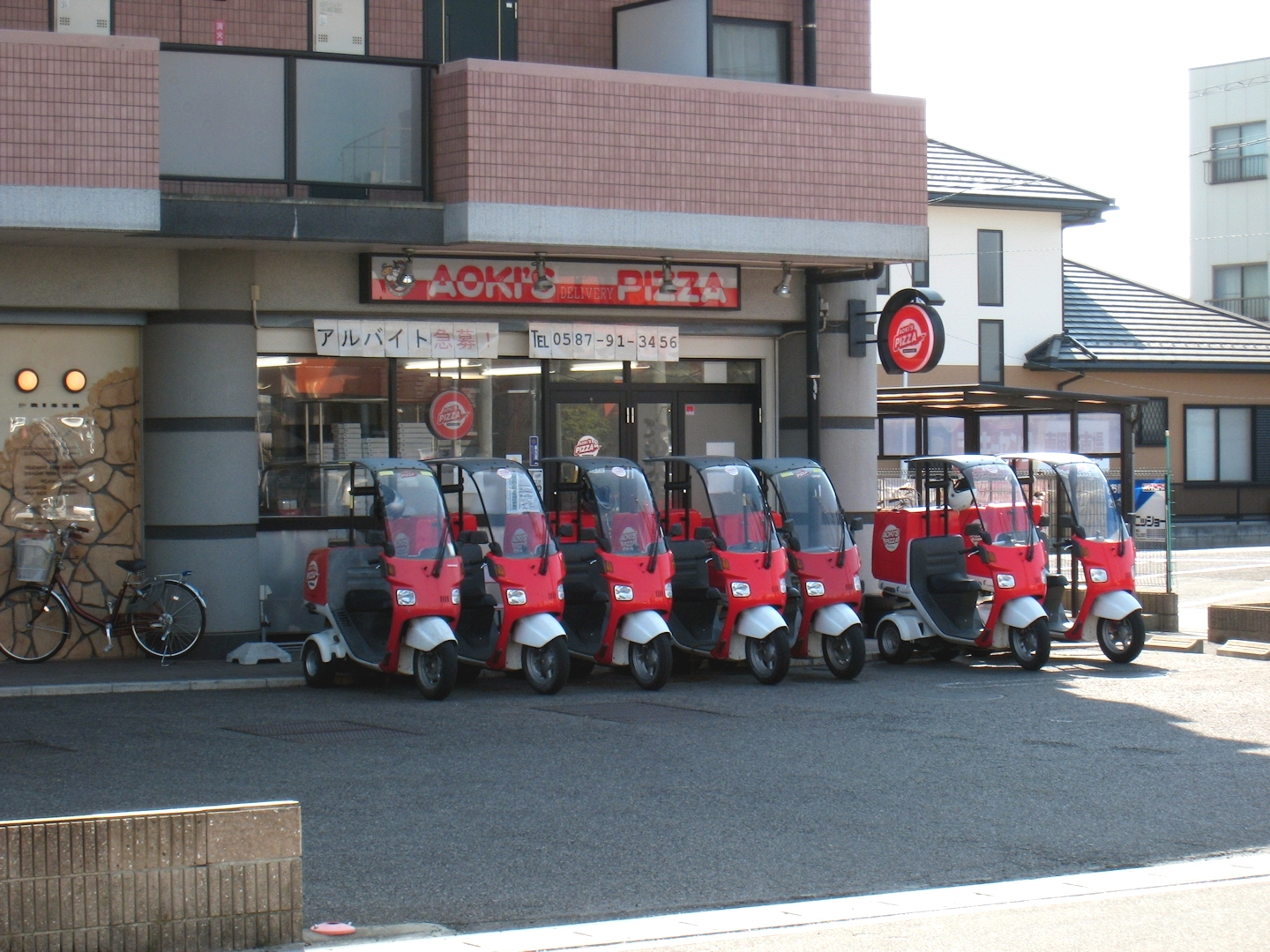
柏森店（愛知県丹羽郡扶桑町）

2025年5月現在、愛知県・岐阜県・三重県の3県下に46店舗を展開。
愛知県（27店）
名古屋市（9店）、一宮市（2店）、稲沢市、岩倉市、海部郡大治町、大府市、岡崎市、東海市（2店）、丹羽郡扶桑町、蒲郡市、北名古屋市、小牧市、愛西市、豊田市、豊橋市、西尾市、半田市、安城市
岐阜県（8店）
各務原市、岐阜市（3店）、関市、土岐市、中津川市、美濃加茂市
三重県（11店）
伊勢市、いなべ市、亀山市、桑名市、三重郡菰野町、鈴鹿市、名張市、津市、松阪市、四日市市（2店）
三重県ではコイサンズがフランチャイズ店舗を多数運営していたものの、2018年内にコイサンズの公式サイトから削除されている（運営上の扱いについては不詳）。
かつては静岡県にも出店しており、2011年7月現在で浜松店・袋井店の2店舗を営業していた。しかし袋井店は2014年6月16日に閉店、浜松店も2020年1月31日に閉店したことにより静岡県内の店舗は消滅している。

### 過去の出店状況
2019年3月現在、愛知県・岐阜県・三重県・静岡県の4県下に52店舗を展開。
2014年7月現在、愛知県・岐阜県・三重県・静岡県の4県下に63店舗を展開。
2012年4月29日から2014年1月31日までは東京都港区にも出店していた。

## アオキーズ・ピザ独自のメニュー

### ピザ
テリヤキチキンピザ
1989年発売。アオキーズ・ピザが先駆けて始め、他の競合業者各社にも影響を与えたメニュー。モスバーガーのテリヤキバーガーからインスパイアを受けたもの。
Qセット
1995年発売。シャ乱Qのつんく♂がトッピングデザインを担当したというピザがメインのセットメニューで、餅・プチトマト・刻み海苔などをトッピングに使用し、味付けは醤油ベースであっさり目。彼がCBCテレビのローカルワイド番組『ミックスパイください』にゲスト出演した際に、実際にこのピザをスタジオに持参してきた。
パーティーセット
1996年発売。このセットメニューをオーダーすると、宅配員が動物の着ぐるみ姿で届けてくれるデリバリーサービスが付いてきた。さらに、着ぐるみ姿の宅配員と記念写真撮影をすることもできた。なお、2008年には中日ドラゴンズのマスコットキャラクター・ドアラが、2010年には名古屋開府400年祭のマスコットキャラクター・はち丸がピザを届けてくれる類似サービスを実施していた。
ピザQトレイン
1997年発売。全長1mの超ロングピザボックスに、長さ25cm近くの長方形ピザが4枚並んで入っていたメニュー。宅配ピザを運ぶバイクの中に入らないため、バイクの屋根にくくりつけて運んだという逸話がある（そのため、走行中に抜け落ちることもあったという）。
トリプルチーズサンド
1998年発売。3層構造の生地に、カマンベールチーズ・チェダーチーズ・オリジナルチーズの3種類のチーズを織り込んだピザ。
アオキーズUFO
1999年発売。数あるトッピングの中から4種類を自由に組み合わせて作るピザ。このほか、トッピング2種類を組み合わせるいわゆる「ハーフ&ハーフ」も用意されている。
でらうまセット
当初は数あるセットメニューの1つだったが、2008年からは下記「ドラマヨ」に代わる中日ドラゴンズ公認メニューになり、以後しばらくはグローブ・バット・ボールなどをかたどった具材をトッピングするようになった。また、その間はピザ箱の外装にドアラが描かれていた。2010年頃からはこのトッピングは無くなり、再びごく普通の形をしたものが乗るようになった。
Xboxキャンペーンセット
マイクロソフトとのタイアップメニューで、このセットメニューもしくは2000円以上するピザをオーダーすると、抽選でXbox本体もしくはXbox用ゲームソフトが贈られる「Xboxキャンペーン」への応募券が付いてきた。また、このキャンペーンの実施期間中はピザがXboxのような外装の箱に入って届けられていた。このキャンペーンは2002年に一度行われた後、翌2003年にも再度行われた。
T-ZONE・Q-ZONE
2004年発売。いずれもZONE出演のテレビCM放送期に合わせて発売されたタイアップメニューで、T-ZONEはチーズとビーフを挟み込んだ、ハンバーガーをイメージしたピザ。対してQ-ZONEは、正方形に近い形状をしたピザ4枚がセットになっていた。
大名古屋セット
地元名古屋に因んだ具材をピザのトッピングに使用していたセットメニュー。当初は餡かけ・めちゃうま・でらうま・ナポリタンを4均等に組み合わせたピザだったが、後にエビフライ・味噌カツ・餡かけ・肉味噌をトッピングするようになった。名称も時期によって異なり、一時期「ニュー大名古屋セット」や「開運大吉大名古屋セット」の名で販売されていた。2010年には名古屋開府400年祭とのタイアップメニューになり、その間は「ご当地ピザ大名古屋セット」の名で販売されていた。
ドラマヨ
2006年夏に実施の「中日ドラゴンズ応援キャンペーン夏のプレゼント」に合わせて発売されたタイアップメニューで、ソーセージ・チキン・エビ・チャーシューをトッピングしたピザの上からマヨネーズが掛けられていた。このキャンペーンの実施期間中は、ピザ箱の外装やデリバリー用バイクのラッピングがドラゴンズのイメージカラーである青と白のツートーンカラーに彩られていた。2007年夏にも同様のキャンペーンを実施。
ジャンゴセット
2007年秋公開の映画『スキヤキ・ウエスタン ジャンゴ』に先駆けて発売されたタイアップメニューで、和風ソースがベースのピザに牛すき焼き肉・しらたき・目玉焼きなどをトッピングしていた。このセットには同作品の鑑賞割引クーポン券などが付属していた。
このトラ カレーヒーハー!ピザ
2012年4月28日発売。中京テレビの深夜番組『地元応援バラエティ このへん!!トラベラー』（名古屋支部）で企画されたタイアップメニューで、カレーソース・ポテトサラダ・フライドポテト・ベーコン・プチトマト・パルメザンチーズ・パセリをトッピングしていた。

### オプション
チーズ in チーズ
1994年サービス開始。ピザの耳の部分にチーズを詰め込むオプションメニュー。後に「チーズ in」と改称。
ソーセージインサイダー
2003年サービス開始。上記「チーズ in チーズ」と同種のオプションメニューで、こちらは耳の部分にソーセージが入る。後に「ソーセージ in」と改称。

### サイドメニュー
ディップソース
フォンデュをモチーフにしたサイドメニューで、最後に残るピザの耳をこれに浸して味を楽しめた。当初は「チーズフォンデュ」「バーベキューフォンデュ」「トマトフォンデュ」の3種類があったが、後にバーベキューフォンデュのみとなった。
みそカレーラーメン
2000年発売。自社で開発し、一時期サイドメニューに加えていたオリジナルカップ麺。
パイ包み焼き
2001年発売。コーンスープやクリームシチューを包んで焼いたパイ。

## CM
アオキーズ・ピザのテレビCMは、新商品の販売開始期間や新キャンペーンの実施期間に合わせて集中的に放送される傾向にある。すなわち、それ以外の期間には放送されない。かつては中京テレビ製作番組のタイムCMとして放送されていたが、2000年代中期からは名古屋市内に本社を置く民放テレビ局全局で放送されており、放送形態もスポットCMへと移行している。

### 歴代テレビCM出演者
（）内は、その人物出演バージョンのCMが特にアピールしていたメニュー。
- 1992年 藤田陽子
- 1994年 外国人の群れに「アーユーアオーキサーン?」と尋ねられ追い掛けられる名古屋市民たち
- 1994年 ピザでふるさとの味を思い出し泣いている外国人3人組と、それを見ている子供2人
- 1995年 子役時代の大村彩子[13]（チーズ in チーズ）
- 1998年 Jimmy the Idiot Boy, Sody Pop （トリプルチーズサンド）
- 2000年 夫婦役の男女と子供2人（サーモングラタン包み焼き）
- 2002年 セイン・カミュ（おもちインサイダーセット） - 2003年初頭まで放送。
- 2003年 Dr.コパ（開運ピザ）
- 2003年 ダンディ坂野（Xboxキャンペーンセット）
- 2004年 ZONE （Q-ZONE）
- 2004年 内山信二（とんとろピザ）
- 2005年 レギュラー（ラブマヨ）
- 2005年 長州小力と小小力隊（とんとろピザ） - 2006年初頭まで放送。
- 2006年 落合信子、落合福嗣（ドラマヨ）
- 2006年 ザ・たっち、ギャル曽根（ラブマヨ）
- 2007年 落合福嗣、タイロン・ウッズ、牧田知丈[14]（ドラマヨ）
- 2007年 小島よしお（ハッピーウィンターボックス） - 2008年初頭にも小島出演の別バージョンCMを放送。
- 2008年 タイロン・ウッズ、大豊泰昭、ドアラ（でらうまセット）
- 2008年 クールポコ（イベリコモッチーニ） - 2009年初頭まで放送。
- 2009年 はんにゃ（夏うま）
- 2009年 田原俊彦[15]（肉巻きスーパーデラックス）
- 2010年 マツコ・デラックス（ロブキャビデラックスセット）
- 2010年 夫婦役の男女と子供（カチョカヴァロとパンチェッタセット）
- 2011年 南明奈（メガマヨシリーズ） - 「メガマヨシュリンプ」「メガマヨチキン」「メガマヨリブ」の3バージョンが存在。
- 2011年 南明奈（チーズ6種盛りイタリアンベーコン） - 同年夏のCMから引き続き出演。
- 2012年 チームしゃちほこ（4 in 1 カリフォルニアスタイル）
- 2012年 チームしゃちほこ（ハロウィンカーニバル） - 同年夏のCMから引き続き出演。
- 2014年 チームしゃちほこ（4 in 1 オードブルセット）
- 2018年 小笠原道大（ピザ・ガッツ）
- 2018年 井戸田潤[16] （ピザ・ステーキ in ハンバーグ）
- 2019年 高須克弥  （タコス クロニック）
- 2019年 寺門ジモン （NICK THE MONSTER）
- 2020年 髙嶋政宏  （ピザ・麻辣台湾ドリア）

### 提供番組
- 1990年 ラジオDEごめん[9]（中京テレビ） - 番組自体は1988年にスタート。
- 1991年 ラジごめII金曜日の王様（中京テレビ）
- 1993年 ラジごめIIIホンジャマカ共和国（中京テレビ）
- 1995年 キス・ミス・チック（中京テレビ）
- 2002年 MUSIC RA-TE （中京テレビ）

### 提供イベント
- 1999年 K-1 DREAM '99 〜グランプリへの道〜 - メインスポンサーを担当。

## 姉妹店・姉妹ブランド
ライブステーキハウス AVAVA
過去にアオキーズ・コーポレーションが運営していたステーキハウス。2006年12月20日にコンフォートホテル名古屋チヨダ1階にオープンしたが、2012年8月31日に閉店した。
フォンデュ専門店 Crispanya
過去にアオキーズ・コーポレーションが運営していたフォンデュ専門店。2009年4月24日に名鉄レジャック3階にオープンしたが、2012年10月7日に閉店した。開店からしばらくの間は「イタリアン食堂 Crispanya」として営業していたが、後に「フォンデュ専門店」と名を改めた。
それ行け ダディーパイ
アオキーズ・コーポレーションがアオキーズ・ピザとは別に始めた宅配ピザのブランド。このブランド単独の公式サイトもあったが、2014年7月時点で既に閉鎖されている。
ひつまぶし専門店 八兵衛
アオキーズ・コーポレーションが2013年から行っているひつまぶしの宅配事業。
宅配寿司 大江戸
アオキーズ・コーポレーションが2014年から行っている宅配寿司事業。同年1月31日までアオキーズ・ピザ高畑店だった店舗のみで実施。